# Goxhill
Goxhill är en ort och civil parish i Storbritannien.   Den ligger i kommunen North Lincolnshire och riksdelen England, i den sydöstra delen av landet, 240 km norr om huvudstaden London. Goxhill ligger 11 meter över havet och antalet invånare är 2 038.
Terrängen runt Goxhill är platt. Runt Goxhill är det ganska tätbefolkat, med 192 invånare per kvadratkilometer. Närmaste större samhälle är Kingston upon Hull, 7,6 km norr om Goxhill. Trakten runt Goxhill består till största delen av jordbruksmark.